# Констанция Арагонская
Констанция Арагонская (1179 — 23 июня 1222 года, Катания) — принцесса из Арагонского королевского дома (Барселонская династия). В первом браке — королева Венгрии, во втором — императрица Священной Римской империи, королева Германии и Сицилии.

## Королева Венгрии
Констанция — дочь арагонского короля Альфонса II и Санчи Кастильской, сестра Педро II Арагонского. В 1198 году Констанция была выдана замуж за венгерского короля Имре, которому родила сына Ласло (1199). 26 августа 1204 года Имре короновал своего малолетнего сына Ласло III для обеспечения беспрепятственного престолонаследия. Андраш, брат и неоднократный противник Имре, был назначен регентом до совершеннолетия Ласло.
После смерти Имре (30 ноября 1204 года) Ласло III был признан королём, но Андраш фактически держал Констанцию и её сына под домашним арестом. В результате Констанция была вынуждена бежать со своим сыном в Вену, под защиту герцога Леопольда VI Австрийского. 7 мая 1205 года Ласло III умер в Вене, а его дядя Андраш II вступил на венгерский престол. Лишившаяся сына Констанция была отослана Леопольдом в Арагон.

## Жена императора Фридриха II
После возвращения в Арагон Констанция провела последующие четыре года (1205—1209) в монастыре Нуэстра Сеньора в Сихене, основанном её матерью вдовствующей королевой Санчой Кастильской.
Брат Констанции Педро II желал расторжения своего брака с Марией Монпелье. Папа Иннокентий III в качестве одного из условий своего согласия предложил выдать Констанцию за своего подопечного — сицилийского короля Фридриха Гогенштауфена. Педро II принял предложение папы, и Констанция отправилась на Сицилию.

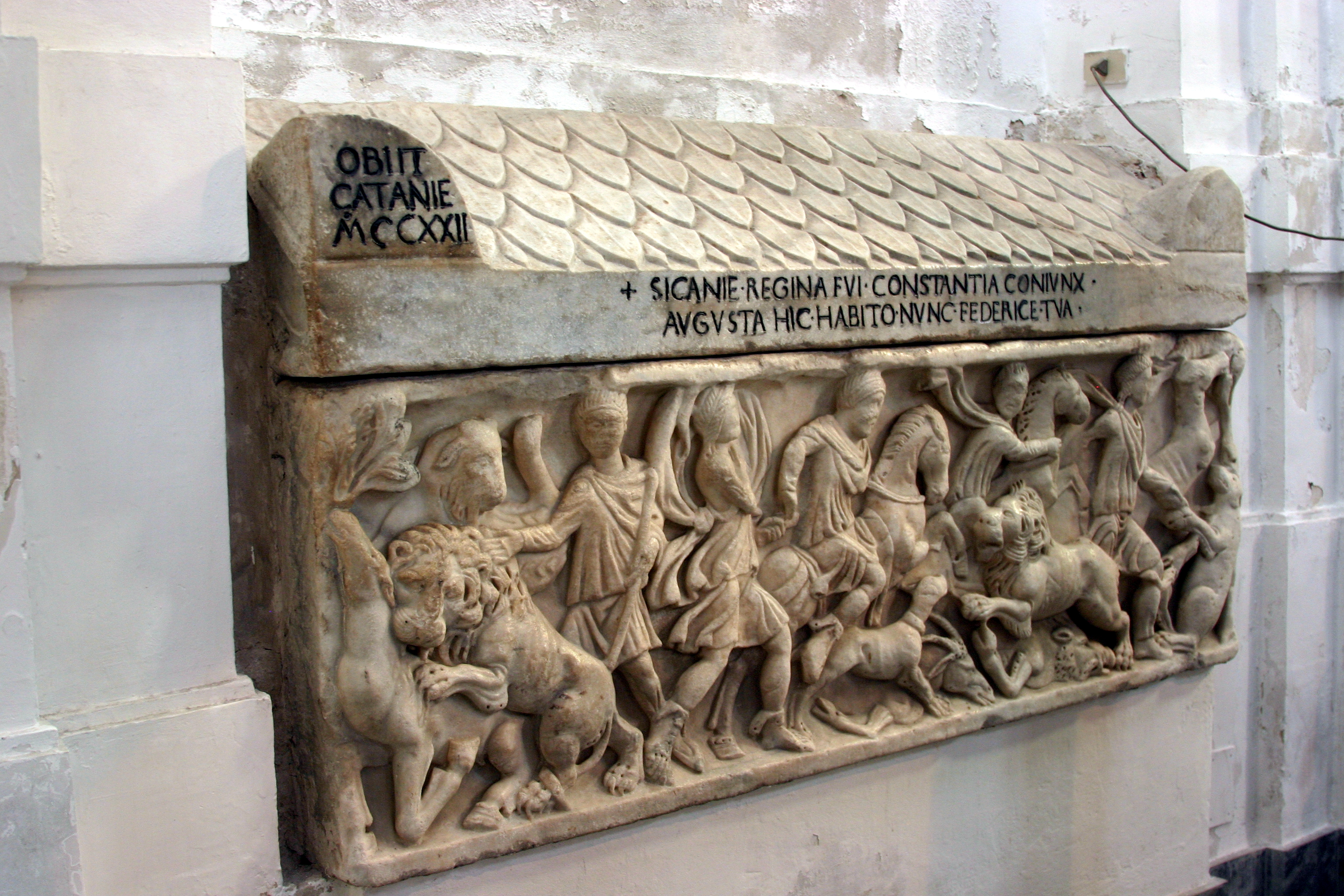
Саркофаг Констанции в соборе Палермо

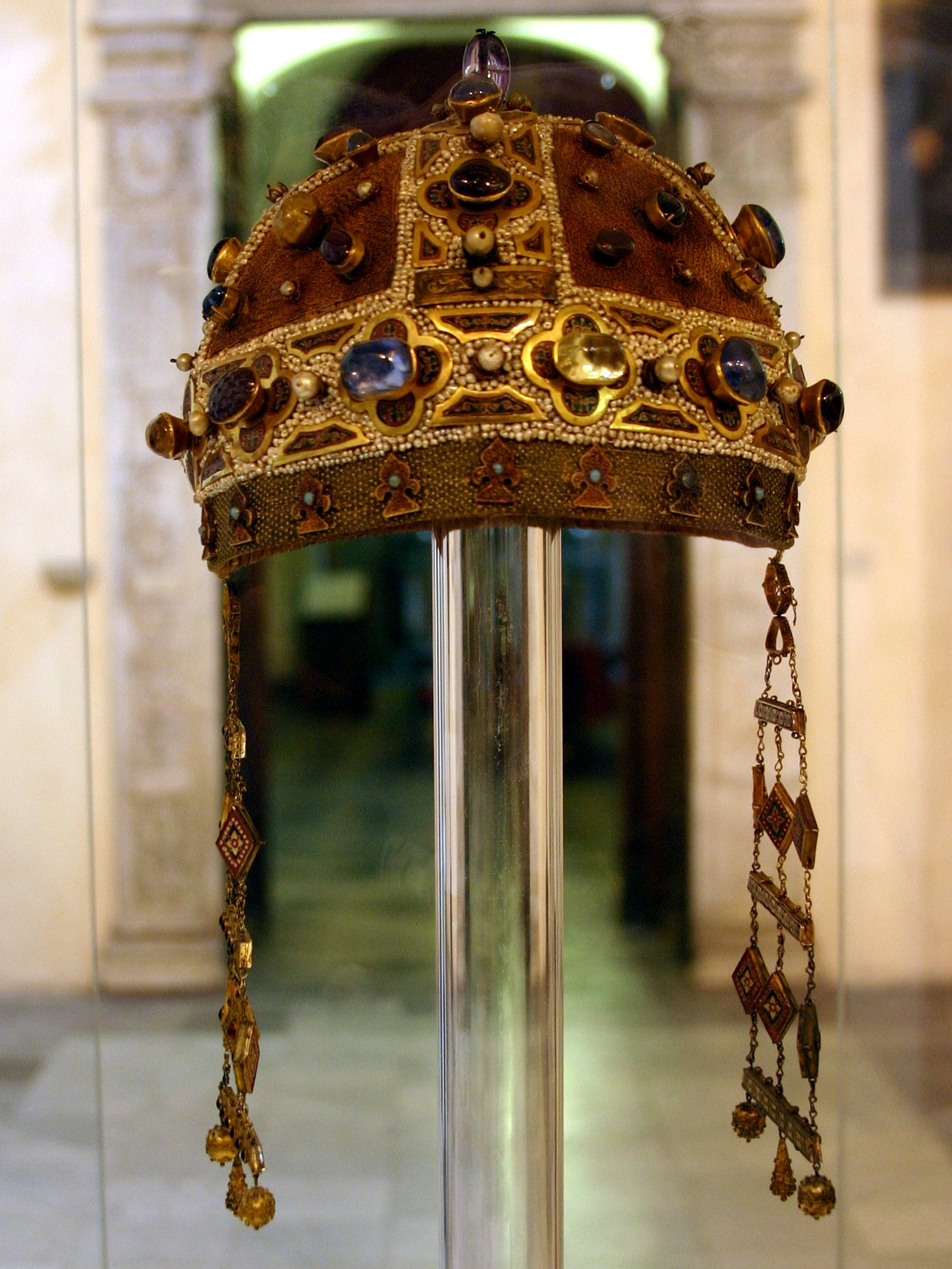
Тиара Констанции (хранится в ризнице собора Палермо

15 августа 1209 года Фридрих и Констанция вступили в брак в кафедральном соборе Мессины или 19 августа в Палермо. Констанция была старше своего второго мужа на 15 лет. Зато благодаря приданому Констанции — отряду в 500 воинов (впрочем, вскоре большинство их умерло от эпидемии), Фридрих смог добиться подавления смут, потрясавших Сицилию в период его малолетства. В 1211 году Констанция родила Фридриху сына и предполагавшегося наследника Генриха (1211—1234) (впоследствии арестованного отцом за измену и умершего в заключении).
В 1212—1215 годах Фридрих вёл борьбу с Оттоном IV Вельфом за имперскую корону. 9 декабря 1212 года Фридрих был коронован в качестве короля Германии, к 1215 году ему удалось вытеснить Оттона IV. 22 ноября 1220 года Фридрих и Констанция были коронованы папой Гонорием III имперской короной. Во время продолжительного отсутствия мужа (1212—1220) Констанция управляла Сицилийским королевством в качестве регентши. Приехала в Германию осенью 1216 года.
Констанция умерла в Катании 23 июня 1222 года. Она единственная из жён Фридриха II была удостоена чести быть похороненной в столичном соборе Палермо (последующие жёны погребены в Андрии), в древнеримском саркофаге. При вскрытии саркофага в 1491 году в саркофаге Констанции была обнаружена роскошная тиара, находящаяся сейчас в ризнице собора.

## Браки и дети
- Первый муж — Имре (1174 — 30 ноября 1204) — венгерский король с 1196 года.
  - Единственный сын — Ласло III (1199 — 7 мая 1205) — венгерский король с 1204 года.
- Второй муж — Фридрих II (26 декабря 1194 — 13 декабря 1250) — король Сицилии (с 1197 года), Германии (с 1212 года), император Священной Римской империи (с 1220 года).
  - Единственный сын — Генрих (VII) (1211 — 12 февраля 1242)